# Vic Dana
Vic Dana, geboren als Samuel Mendola (Buffalo, 26 augustus 1942), is een Amerikaans tapdanser, popzanger en filmacteur. Zijn successen behaalde hij in de jaren zestig, met Red Roses for a Blue Lady uit 1965 als grootste hit op nummer 10 in de Billboard Top 100 en nummer 12 in de Nederlandse Top 40. Rond 1960 viel hij af en toe in als leadzanger van The Fleetwoods die op dat moment hun topperiode kenden.

## Biografie
Mendola begon al op jonge leeftijd met tapdansen en werd op zijn elfde ontdekt door Sammy Davis jr.  tijdens een optreden in zijn geboorteplaats. Onder invloed van Davis vertrok het gezin naar Californië waar hij zich verder schoolde in dansen en zingen.
Eind jaren vijftig toerde hij rond als solo-artiest en, toen Gary Troxel van 1959 tot 1960 minder beschikbaar was voor The Fleetwoods om zijn dienstplicht te vervullen, verving Dana hem als leadzanger tijdens vijf optredens.
In de jaren zestig bracht hij een groot aantal singles uit, waarvan er bijna twintig in de Amerikaanse hitlijsten terechtkwam. Zijn grootste hit was Red Roses for a Blue Lady dat op nummer 10 van de Billboard Top 100 terechtkwam en in de Nederlandse Top 40 de 12e positie bereikte. Zijn tweede en laatste single in de Top 40, Bring a Little Sunshine, kwam niet verder dan nummer 30. In de VS had hij zijn laatste hit in 1970 met Red Red Wine, waarmee UB40 in 1983 een grote hit had in België en Nederland.
In 1966 nam hij met de Italiaanse zangeres Iva Zanicchi deel aan het Festival van San Remo. Verder is zijn muziek verschillende malen gebruikt als soundtracks van televisieseries en films. 
Zelf acteerde hij ook enkele malen in een film, zoals in de dansfilm Don't Knock the Twist waarin hij de hoofdrolspeler was. Ook trad hij een paar maal op in televisieseries, zoals in de politieserie Burke's Law.
Hij is vader van drie zoons: Steven, Jason en filmacteur Justin Dana.

## Singles
| Uitgifte | Cat. nr. | Titel (A-kant / B-kant)                              |
| -------- | -------- | ---------------------------------------------------- |
|          | Dolton   |                                                      |
| 01/1961  | 34       | Someone new / The girl in my dreams                  |
| 05/1961  | 42       | The story behind my tears / Golden boy               |
| 11/1961  | 48       | Little altar boy / Hello, roommate                   |
| 03/1962  | 51       | I will / Proud                                       |
| 07/1962  | 58       | To love and be loved / Time can change               |
| 09/1962  | 64       | A very good year for girls / Looking for me          |
| 05/1963  | 73       | Danger / Heart, hand and teardrop                    |
| 07/1963  | 81       | More / That's why I'm sorry                          |
| 09/1963  | 87       | A voice in the wind / Prisoners song                 |
| 11/1963  | 89       | So wide the world / Close your eyes                  |
| 03/1964  | 92       | Shangri-la / Warm and tender                         |
| 06/1964  | 95       | Love is all we need / I need you now                 |
| 10/1964  | 99       | Garden in the rain / Stairway to the stars           |
| 01/1965  | 301      | Frenchy / It was night                               |
| 03/1965  | 304      | Red roses for a blue lady / Blue ribbons             |
| 05/1965  | 305      | Bring a little sunshine / That's all                 |
| 07/1965  | 309      | Moonlight and roses / What'll I do                   |
| 11/1965  | 313      | Crystal chandelier / What now my love                |
| 1966     | 317      | Lovely Kravezit / Hello roommate                     |
| 1966     | 319      | I love you drops / Sunny skies                       |
| 1966     | 322      | A million and one / My baby wouldn't leave me        |
| 1966     | 324      | Distant drums / Same                                 |
| 1966     | 326      | Grown up games / So what's new                       |
|          | CBS      |                                                      |
| 1967     |          | The love in your eyes / Child of mine                |
|          | Liberty  |                                                      |
| 1967     | 54547    | Red roses for a blue lady / Shangri-la               |
| 1967     | 55950    | A little bit later / Travelin'                       |
| 1967     | 55998    | A lifetime lovin' you / Guess who you                |
| 1968     | 56023    | Glory of love / Let the good times in                |
| 1968     | 56050    | Didn't we / Then                                     |
| 1968     | 56071    | Roses are red / Little arrows                        |
| 1969     | 56098    | You are my destiny / Where has all love gone         |
| 1969     | 56109    | Look of leavin' / Loneliness (is messin' up my mind) |
| 1969     | 56137    | Aren't we the lucky ones / I tried to love you today |
| 1969     | 56150    | If I never knew your name / Sad day song             |
| 1970     | 56156    | Clinging vine / Get in line girl                     |
| 1970     | 56163    | Red red wine / Another dream shot down               |
| 1970     | 56209    | Point of no return / Put your hand in the hand       |
|          | Columbia |                                                      |
| 1970     | 45261    | You gave me a reason / It won't hurt to try it       |
| 1971     | 45342    | If you think I love you now (Mono) / dgl. (Stereo)   |

## Films (acteur)
Dana speelde in een aantal films en series. Hieronder volgt een selectie.
| Jaar | Titel                 | Rol           | Opmerking                                           |
| ---- | --------------------- | ------------- | --------------------------------------------------- |
| 1962 | Don't Knock the Twist | zichzelf      |                                                     |
| 1964 | A Global Affair       | zanger        | bijrol                                              |
| 1965 | Burke's Law           | Forrest Shea  | tv-serie, aflevering Who Killed Wimbledon Hastings? |
| 1966 | Combat!               | Private James | tv-serie, aflevering Ask Me No Questions            |
| 1968 | Shadow Over Elveron   | Tino          |                                                     |